# پامچال تبتی
پامچال تبتی (نام علمی: Primula florindae) نام یک گونه از سرده پامچال است.